# Nobilitacja
Nobilitacja (z łac.), poza popularnym znaczeniem słownikowym – uszlachcenie, czyli przejście do stanu szlacheckiego osoby (szlachectwo osobiste) lub osoby i jej rodziny (szlachectwo dziedziczne), niemających dotąd tytułu szlacheckiego. Nobilitacji dokonywała osoba panująca, panujący nadawał także danej rodzinie herb. Często uszlachceniu towarzyszyła też adopcja do istniejącego rodu heraldycznego.
W Polsce niechęć szlachty do nadmiernego rozszerzania stanu szlacheckiego spowodowała od końca XVI wieku zanik automatycznej nobilitacji królewskiej na prośbę przez adoptującego, również ograniczyła nobilitacje królewskie. W obu przypadkach wymagana była początkowo wiedza, a później i zgoda Sejmu Rzeczypospolitej. Niektórzy polscy władcy (m.in. Stanisław Leszczyński, Stanisław August Poniatowski) obchodzili te ograniczenia, stosując tzw. nobilitacje sekretne, bez potwierdzenia sejmowego. Taka nobilitacja nie dawała faktycznie żadnych prerogatyw polskiego szlachectwa i była stosowana głównie wobec cudzoziemców. Bez zgody sejmu niektórzy królowie nadawali także szlachectwo osobiste, bez prawa dziedziczenia, nadając tytuł Kawalera Złotej Ostrogi. Nobilitacje, także te sekretne, stanowiły często sposób zasilenia skarbca monarszego lub zjednania stronników. Dlatego m.in. prawo do nobilitacji uzurpowali sobie także np. biskupi krakowscy, jako książęta siewierscy.
Możliwa była także forma nobilitacji zbiorowej, jak w przypadku nobilitacji miasta Lwowa, gdy w 1658 Jan Kazimierz podniósł wszystkich mieszkańców miasta do godności szlacheckiej. Choć niektórzy twierdzą, że nobilitowano wtedy nie mieszczan, ale miasto jako takie, by stworzyć konstrukcję prawną uzasadniającą jego udział w Sejmie. Faktem jest, że w Galicji dobra tabularne obok szlachty mieli prawo posiadać mieszczanie Lwowa, tworząc w ten sposób polski odpowiednik angielskiej gentry – właścicieli ziemskich nie posiadających tytułu szlacheckiego. Taki właściciel dóbr tabularnych egzekwujący związane z nimi prawa dominialne to odpowiednik angielskiego lord-of-the-manor niebędącego parem.
W większości monarchii od końca XVIII w. nobilitacja była w niektórych przypadkach rutynowa i wręcz automatyczna, np. po odsłużeniu w odpowiednim stopniu oficerskim lub na stanowisku urzędnika państwowego lub sądowego określonych lat, po otrzymaniu wyższego stopnia oficerskiego lub przyjęciu do wysokiego orderu. Na ziemiach polskich było to szczególnie powszechne w okresie zaborów, zwłaszcza w zaborze rosyjskim i austriackim.
Świeżo mianowana szlachta miała zazwyczaj mniej przywilejów i stała niżej w hierarchii niż szlachta rodowa, mogąca poszczycić się pochodzeniem od rodów panów feudalnych lub rycerskich. Nobilitacja mogła być warunkowa, uzależniona od spełnienia określonych nakazów czy zakazów.
Dziś nobilitacja automatyczna jest również powszechnie praktykowana w większości monarchii, np. w Wielkiej Brytanii, każdy sędzia Sądu Najwyższego automatycznie zostaje parem po kilkunastu latach sprawowania urzędu. Najczęściej tytuły szlacheckie nadawane automatycznie nie są dziedziczne.